# 142 Dywizja Strzelecka (ZSRR)
142 Dywizja Strzelecka (ros. 142-я стрелковая дивизия) – związek taktyczny (dywizja) Armii Czerwonej.
Sformowana w 1939, strzegła granicy z Finlandią. Po niemieckiej i fińskiej agresji broniła Karelii i Leningradu, walczyła nad jeziorem Ładoga. W tym czasie wchodziła w skład 19 Korpusu Piechoty.  Po pokonaniu Finów, jesienią 1944 przerzucona na front do Polski. Wyzwoliła Grudziądz, wojnę zakończyła na Połabiu.

## Dowódcy dywizji
- płk Siemien Mikulski[1]

## Struktura organizacyjna
- 461 Pułk Strzelców
- 588 Pułk Strzelców
- 701 Pułk Strzelców